# Saison 6 d'Alerte Cobra
Chronologie
Saison 5 Saison 7
Cet article présente le guide des épisodes la sixième saison de la série télévisée Alerte Cobra.

## Distribution

### Acteurs principaux
- Erdoğan Atalay : Sami Gerçan (inspecteur)
- Mark Keller : André Fux (inspecteur)

### Acteurs récurrents
- Charlotte Schwab : Anna Angalbert (chef de service)
- Carina Wiese : Andréa Schäffer (secrétaire)
- Dietmar Huhn : Henri Granberger (brigadier)
- Gottfried Vollmer : Boris Bonrath (brigadier)
- Siggi H : Siggi Müller (brigadier)

## Diffusion
En Allemagne, la saison a été diffusée du 18 mars 1999 au 6 mai 1999, sur RTL Television.
En France, la saison a été diffusée du 17 juin 1999 au 10 mai 2000 sur TF1. Deux épisodes, Schattenkrieger et Der Richter, n'ont cependant pas été diffusés sur la chaîne ni même doublés en français, les laissant inédits pour les téléspectateurs francophones. À noter que TF1 diffusait aléatoirement les épisodes. 

## Épisodes

### Épisode 1:Carburant
- Allemagne : 18 mars 1999 sur RTL Television
- France : 17 juin 1999 sur TF1

### Épisode 2:Cargaison mortelle
- Allemagne : 25 mars 1999 sur RTL Television
- France : 21 juin 1999 sur TF1

### Épisode 3:Le rituel
- Allemagne : 1er avril 1999 sur RTL Television
- France : 22 juin 1999 sur TF1

### Épisode 4
- Allemagne : 8 avril 1999 sur RTL Television
- France : Jamais diffusé

### Épisode 5:Taxi 541
- Allemagne : 15 avril 1999 sur RTL Television
- France : 24 juin 1999 sur TF1

### Épisode 6
- Allemagne : 22 avril 1999 sur RTL Television
- France : Jamais diffusé

### Épisode 7:Une seconde d'éternité[1/2]
- Allemagne : 29 avril 1999 sur RTL Television
- France : 3 mai 2000 sur TF1

### Épisode 8:Le dernier combat[2/2]
- Allemagne : 6 mai 1999 sur RTL Television
- France : 10 mai 2000 sur TF1